# Parvicrepis parvipinnis
Parvicrepis parvipinnis är en fiskart som först beskrevs av Waite, 1906.  Parvicrepis parvipinnis ingår i släktet Parvicrepis och familjen dubbelsugarfiskar. Inga underarter finns listade i Catalogue of Life.